# Yawar fiesta (película)
Yawar Fiesta es un largometraje peruano basado en la novela homónima escrita por José María Arguedas y dirigido por el cineasta cusqueño Luis Figueroa Yábar. Realizada en 1978 pero estrenada comercialmente en 1986, la cinta cuenta con un elenco de actores peruanos regionales, y su singularidad radica en su narrativa, que se desenvuelve con fluidez tanto en español como en quechua. Este filme recibió un reconocimiento en el Festival de Cine Latinoamericano de Biarritz en 1982, y fue galardonado por su contribución a la promoción del cine y la cultura latinoamericanos.

## Sinopsis
En un pueblo de los andes peruanos, se despliega un conflicto secular entre dos culturas: la cultura española y la cultura andina. Esta batalla se manifiesta en la doble idiosincrasia del lugar, que se presenta tanto en su dimensión material como en su aspecto mágico. La trama revela la tensión entre las autoridades terratenientes, empeñadas en reprimir una práctica tradicional en algunas comunidades andinas, y la comunidad local, que se une para enfrentarse a líderes eclesiásticos y terratenientes, determinada a preservar su patrimonio cultural.